# Bardolino (DOC)

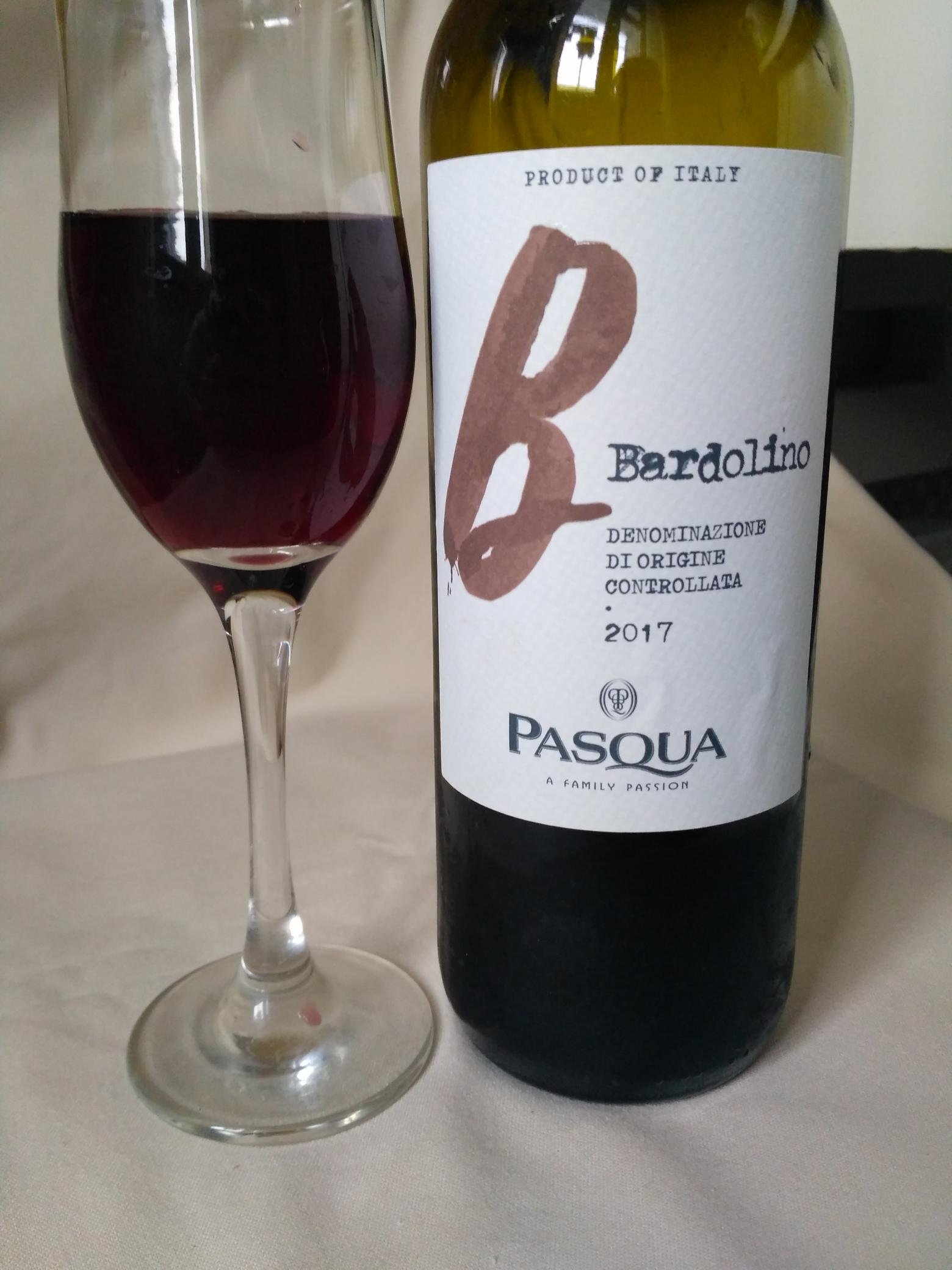
Une bouteille et un verre de Bardolino.

Le Bardolino est un vin italien sec de la région de Vénétie doté d'une appellation DOC depuis le 28 mai 1968. Seuls ont droit à la DOC les vins rouges récoltés à l'intérieur de l'aire de production définie par le décret.

## Aire de production
Les vignobles autorisés se situent près du lac de Garde en  province de Vérone dans les communes de Bardolino, Garda, Lazise, Affi, Costermano, Cavaion Veronese, Torri del Benaco, Caprino Veronese, Rivoli Veronese, Pastrengo, Bussolengo, Sona, Sommacampagna, Castelnuovo del Garda, Peschiera del Garda et Valeggio. La zone se recoupe partiellement avec la zone de production du Bianco di Custoza.
Le Bardolino superiore est doté d'une appellation DOCG.
Le Bardolino est un vin léger similaire au Valpolicella.

## Caractéristiques organoleptiques
- couleur : rouge rubis clair / rouge cerise avec des reflets grenat après vieillissement.
- odeur : vineux, légèrement parfumé, agréable
- saveur : sec, harmonieux, légèrement amer (amarognolo), parfois légèrement effervescent

Le Bardolino se déguste à une température de 13 - 15 °C et se garde 1 à 3 ans.

## Association de plats conseillée
Osso buco, pâtes, poissons.

## Production
Province, saison, volume en hectolitres
- Verona  (1990/91)  110281,66
- Verona  (1991/92)  116429,5
- Verona  (1992/93)  109283,2
- Verona  (1993/94)  108223,9
- Verona  (1994/95)  110432,86
- Verona  (1995/96)  106310,0
- Verona  (1996/97)  101951,92